# المجاعة الهندية 1899-1900

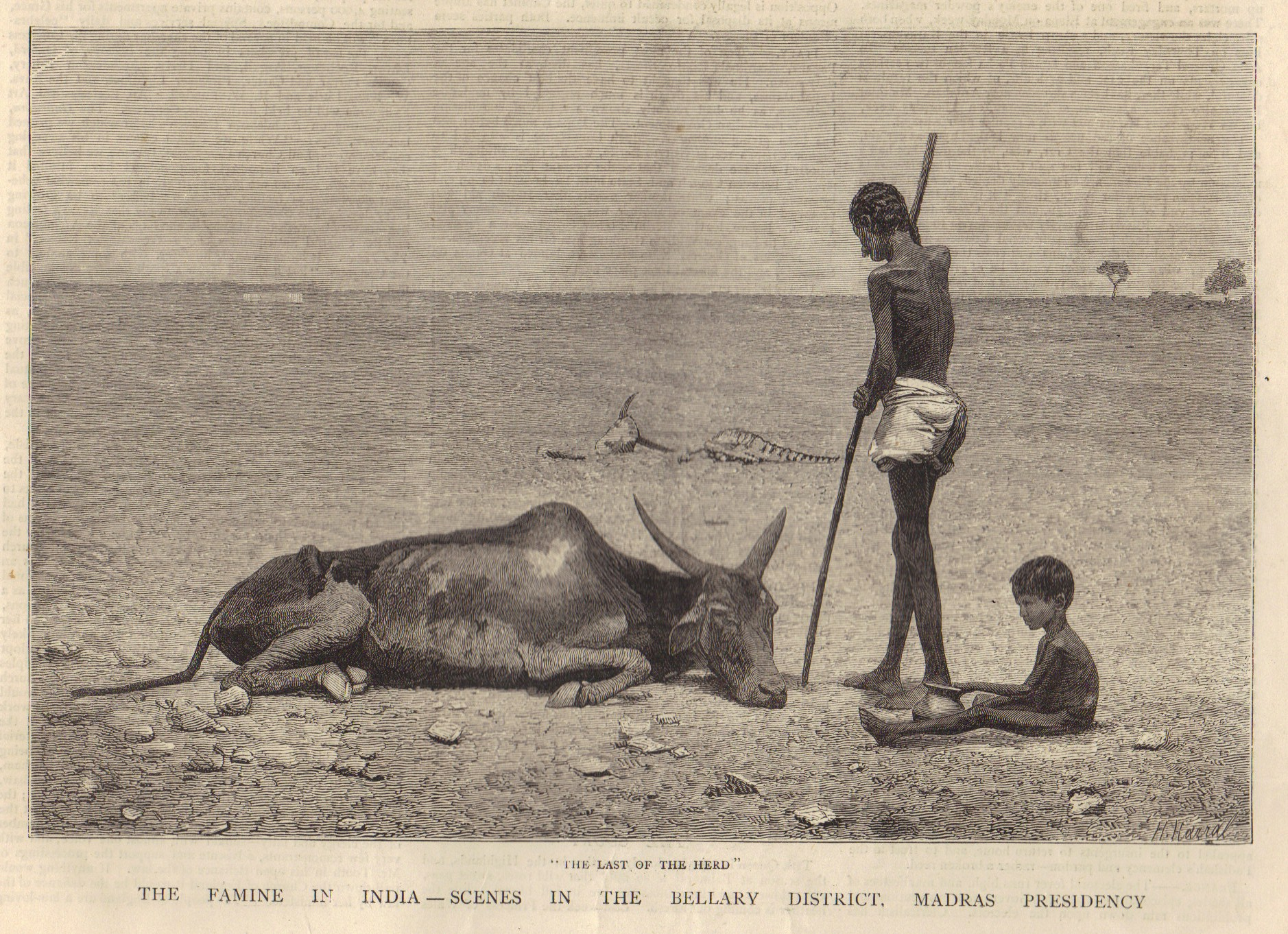
صورة توضيحية

بدأت المجاعة الهندية لعام 1899-1900 بسبب ضعف الرياح الموسمية الصيفية في عام 1899 فوق غرب ووسط الهند، وخلال العام التالي، أثرت المجاعة على منطقة تبلغ مساحتها 476000 ميل مربع (1،230،000 كم2) ويبلغ عدد سكانها 59.5 مليون نسمة. كانت المجاعة حادة في المقاطعات الوسطى وبرار، ورئاسة بومباي، وإقليم أجمير-ميروارا الصغير، ومقاطعة هسار في البنجاب. كما تسببت في محنة كبيرة في الولايات الأميرية في قسم راجبوتانا الإداري، وقسم الهند المركزية الإداري، وحيدر أباد، وقسم كاثياوار الإداري. بالإضافة إلى ذلك، تأثرت مناطق صغيرة من مقاطعة البنغال، ومقاطعة مدراس، والمقاطعات الشمالية الغربية بشدة بالمجاعة.
بالكاد انتعش السكان في العديد من المناطق من المجاعة التي حصلت في عام 1896-1897. وكما حصل في المجاعة السابقة، سبق هذه المجاعة جفاف. ذكر مكتب الأرصاد الجوية في الهند في تقريره لعام 1900 أن «متوسط معدل هطول الأمطار في الهند يبلغ 45 بوصة (1100 ملم). ولم يكن النقص في متوسط المعدل في أي من مجاعات الأعوام السابقة أكبر من 5 إنشات (130 ملم). ولكن في عام 1899 تجاوز النقص 11 بوصة». ونتيجةً لذلك، تلفت الكثير المحاصيل في بقية أنحاء الهند، ولم يعد بالإمكان الاعتماد على التجارة بين الأقاليم لجعل أسعار المواد الغذائية مستقرة.
كان معدل الوفيات الناتج عن المجاعة مرتفعًا. توفي 462 ألف شخص في رئاسة بومباي، وفي هضبة الديكن، وقدرعدد الوفيات الإجمال بـ 166 ألفًا. شهدت الرئاسة خلال مجاعة عام 1899-1900 أعلى معدلٍ للوفيات - بمعدل 37.9 حالة وفاة لكل 1000نسمة- بين جميع المجاعات وفترات القحط التي حلت بتلك المنطقة بين أعوام 1876-1877 و1918-1919. وفقًا لتقديرات الفهرس الجغرافي الإمبراطوري للهند (الفهرس الجغرافي للهند البريطانية)، في المقاطعات التي تديرها بريطانيا وحدها لعام 1908، مات ما يقرب من مليون شخص بسبب الجوع أو الأمراض المرافقة له؛ بالإضافة إلى ذلك، ونتيجة للنقص الحاد في العلف، هلكت الملايين من الماشية. وتتراوح التقديرات الأخرى لعدد الوفيات بين مليون و 4.5 مليون حالة وفاة.

## الأسباب
في المقاطعات الوسطى وبرار، وهي منطقة عانت من ضائقة شديدة خلال مجاعة عام 1896-1897، كان عام 1898 عامًا مناسبًا للزراعة، كما كان النصف الأول من عام 1899 كذلك؛ ولكن، وبعد ضعف الرياح الموسمية الصيفية لعام 1899، بدأت كارثة ثانية بعد ذلك بوقتٍ قصير. حصل ارتفاع سريع في الأسعار هناك وتلف حصاد الخريف بشكل كامل. بعد الانتقاد العلني لمحاولات الإغاثة من المجاعة الذي حصل في المجاعة السابقة، نظمت هذه المرة محاولات محسنة للإغاثة المجاعة؛ وبحلول يوليو عام 1900، تلقى خمس سكان المقاطعة إغاثةً من المجاعة في شكلٍ من أشكال. أدت الرياح الموسمية الصيفية لعام 1900 إلى هطول أمطار معتدلة الغزارة، وبحلول الخريف، بدأت الأعمال الزراعية. توقفت معظم أعمال إغاثة المجاعة بحلول ديسمبر عام 1900. بشكل عام، كانت مجاعة عام 1899-1900 في هذه المنطقة أقل حدةً من المجاعة التي حدثت في العامين السابقين. أما في رئاسة بومباي، كان الحال على عكس ذلك: فقد كانت مجاعة عام 1899-1900، التي أثرت على 12 مليون نسمة، أكثر حدةً، لا سيما في قسم كاثياوار الإداري. كما كان الانتعاش من المجاعة في الرئاسة بطيئًا للغاية.

## التغيرات الاقتصادية
كانت المجاعة الهندية التي حدثت في عام 1899-1900 هي آخر المجاعات التي حلت بجميع أرجاء الهند. (اقتصرت المجاعة التي حلت بالبنغال في زمن الحرب في عام 1943 بشكل أساسي على البنغال وبعض المناطق المجاورة). وأثبتت المجاعة أنها نقطة فاصلة بين اقتصاد الهند في القرن التاسع عشر الذي طغت عليه زراعة الكفاف، واقتصادها الأكثر تنوعًا في القرن العشرين، والذي ومن خلال تقديمه لأنواع أخرى من فرص العمل، أدى إلى تقليل الاضطراب الزراعي (وبالتالي تقليل الوفيات)، في أوقات القحط.
سمح بناء السكك الحديدية الهندية بين عامي 1860 و 1920، والفرص التي أتاحتها بذلك لتحقيق أرباح أكبر في الأسواق الأخرى، للمزارعين بتجميع المدخرات التي يمكن الاعتماد عليها في أوقات القحط. بحلول أوائل القرن العشرين، كان العديد من المزارعين في رئاسة بومباي يزرعون قسمًا من محاصيلهم بغرض تصديره. شهد القمح، سواء كان طعامًا أو محصولًا نقديًا، زيادةً في الإنتاج والتصدير خلال هذه الفترة؛ بالإضافة إلى ذلك، صُدّر القطن والبذور الزيتية. كما جُلب الطعام عن طريق السكك الحديدية، في كل مرة بدأ فيها القحط المتوقع في التسبب برفع أسعار المواد الغذائية.
حصلت تغييرات أخرى في الاقتصاد أيضًا: فقد أحدثت الطفرة التي حدثت في مجال البناء في رئاسة بومباي، في كل من القطاعين الخاص والعام، خلال العقدين الأولين من القرن العشرين، طلبًا على العمالة غير الماهرة. كما أصبح هناك طلب أكبر على العمالة الزراعية، وذلك نتيجةً لزراعة المزيد من المحاصيل التي تتطلب كثافة عمالية وكذلك توسيع المساحة المزروعة في الرئاسة. على سبيل المثال، زادت الأجور الزراعية الحقيقية بشكل كبير بعد عام 1900. وفر كل ذلك للمزارعين ضمانًا أكبر من المجاعة. وأصبح بإمكان المزارعين الآن، خلال فترات الجفاف، البحث عن عمل موسمي غير زراعي؛ ويمكنهم، عوضًا عن ذلك، الانتقال إلى المناطق التي لم يطولها الجفاف بشكلٍ مؤقت والعمل كعمال زراعيين مقابل أجر.

وفقًا لـ(كتاب مكالبين عام 1979، الصفحة.156)، «اتسمت المجاعات في القرن التاسع عشر في أحد مراحلها بتجوال المزارعين بلا هدف بعد نفاد مؤنهم الغذائية». وقد تسببت هذه الهجرات بالمزيد من الاستنزاف بين صفوف الأفراد الذين يعانون بالأصل من سوء التغذية، فبكونهم يتعرضون في المناطق الجديدة لمسببات مرضية غير مألوفة، كان معدل الوفيات المرافق مرتفعًا. ومع ذلك، في القرن العشرين، أصبحت هذه الهجرات المؤقتة هادفة بشكل أكبر، لا سيما من المناطق (كما في رئاسة بومباي) التي كانت معرضة بشدة للجفاف. أتاح توافر المزيد من الوظائف في جميع أنحاء الرئاسة ونظام إغاثة المجاعة المنظم بشكل جيد الذي قدمته حكومة المقاطعة، لمعظم الرجال في القرى المنكوبة الهجرة إلى أماكن أخرى بمجرد جمع محصولهم الضئيل. ويضيف مكالبين ملاحظًا:
وبحسب ما ورد، كانت القرى تأوي النساء والأطفال فقط، والرجال المسنين في بعض سنوات فشل المحاصيل. يمكن لهؤلاء الذين تركوهم الرجال وراءهم رعاية الماشية، والعيش على موسم الحصاد القصير، ويترقبون تدخل الحكومة لتقديم الإغاثة - بما في ذلك مبيعات الحبوب أو الإغاثة المجانية- إذا لزم الأمر. مع بداية الموسم الزراعي التالي، يعود الرجال إلى القرية وبحوزتهم بعض الأموال التي كسبوها من عملهم في الخارج والتي يمكن استخدامها لاستئناف العمليات الزراعية. في معظم الحالات، استطاعوا الحفاظ على الثروة الحيوانية أيضًا من خلال أعمال النساء والأطفال.